# Бюллетень Комиссии по изучению четвертичного периода
Бюллетень Коми́ссии по изучению четверти́чного периода (сокр. Бюллетень КЧ; Бюлл. Комис. по изуч. четвертич. периода; БКИЧП) — старейший научный академический журнал (1929) по глобальным и региональным проблемы изучения четвертичного геологического периода, единственный в России журнал по этой теме. Издаётся Комиссией по изучению четвертичного периода, в ГИН РАН.

## Описание
В бюллетене печатаются статьи, короткие заметки, обзоры, рецензии, некрологи, биографии учёных, тезисы докладов, библиографии и рефераты зарубежных книг и статей. C 1929 года вышло более 80 номеров бюллетеня (по 1-3 номера в год). Возможно был технический пропуск № 62.[уточнить]
Другие официальные названия и коды регистрации издания:
- англ. Bulletin of the Commission for Study of the Quaternary (BCSQ)
- фр. Bulletin de la Commission pour l'Etude du Quaternaire) (BCEQ)
- нем. Bulletin der Kommission zur Untersuchung des Quartärs) (BKUQ)
- тр. Bûlletenʹ Komissii po izučeniû četvertičnogo perioda. Byulleten' Komissii po Izucheniiu Chetvertichnogo Perioda

ISSN 0366-0907, УДК 551.79 (Четвертичная система), ГРНТИ 38.43 (Антропогеновый период). Лицензия контента CC BY.

## История
Комиссия по изучению четвертичного периода была создана в 1927 году при АН СССР (Отделение наук о Земле РАН).
Первый выпуск Бюллетеня состоялся в августе 1929 года.
Главные или ответственные редакторы (редколлегия):
- 1929 — Левинсон-Лессинг, Франц Юльевич
- 1932 — Обручев, Владимир Афанасьевич
- 1937 — Губкин, Иван Михайлович (В. И. Громов)
- 1940 — Громов, Валериан Иннокентьевич
- 1946 — Обручев, Владимир Афанасьевич (В. И. Громов)
- 1957 — Громов В. И.
- 1966 — Иванова, Ирина Константиновна (Г. И. Горецкий, М. М. Герасимов, В. П. Гричук, Н. И. Кригер, К. К. Марков, К. В. Никифорова, И. И. Плюснин, Э. И. Равский, В. Н. Сукачёв, В. В. Чердынцев и Е. В. Шанцер.)
- 1967 — Громов В. И. (Г. И. Горецкий, М. М. Герасимов, В. П. Гричук, И. К. Иванова, Н. И. Кригер, К. К. Марков, К. В. Никифорова, И. И. Плюснин, Э. И. Равский, В. Н. Сукачёв, В. В. Чердынцев и Е. В. Шанцер.)
- 1968 — Громов В. И., Иванова И. К.
- 1970 — Громов В. И., Иванова И. К. (Г. И. Горецкий, М. М. Герасимов , В. П. Гричук, И. И. Кригер, К. К. Марков, К. В. Никифорова, И. И. Плюснин, Е. В. Шанцер)
- 1979 — Громов В. И., Иванова И. К. Цейтлин С. М. (Г. И. Горецкий, В. П. Гричук, Н. И. Кригер, К. В. Никифорова, И. И. Плюснин, Е. В. Шанцер)
- 1981 — Горецкий, Гавриил Иванович, Иванова И. К. (В. П. Гричук, И. К. Иванова, Н. И. Кригер, К. В. Никифорова, И. И. Плюснин, Е. В. Шанцер)
- 1985 — Горецкий Г. И., Иванова И. К.
- 1989 — Алексеев Михаил Николаевич, Мурзаева В. Э.
- 1994 — Алексеев М. Н., Хорева И. М.
- 2004 — Лаврушин, Юрий Александрович, Хорева И. М. (М. Н. Алексеев, А. А. Величко, И. А. Чистякова, С. М. Шик)
- 2008 — Лаврушин Ю. А., Хорева И. М., Чистякова И. М.
- 2009 — Лаврушин Ю. А., Волкова В. С., Кузьмин Я. В.
- 2010 — Лаврушин Ю. А., Хорева И. М., Чистякова И. М. (А. А. Величко, Н. Г. Судакова, С. М. Шик)
- 2012 — Лаврушин Ю. А., Хорева И. М., Чистякова И. М. (А. А. Величко, А. В. Панин, С. М. Шик)
- 2017 — Лаврушин Ю. А., Чистякова И. М. (А. В. Панин, А. С. Застрожнов, В. С. Зыкин)
- 2018 — Лаврушин Ю. А., Хорева И. М. (А. В. Панин, А. С Застрожнов, Н. Г. Судакова, В. С. Зыкин, И. П. Второв).

## Современная редколлегия
С 2025 года в редакцию журнала входят:
- Дегтярёв, Кирилл Евгеньевич — главный редактор и председатель Комиссии по изучению четвертичного периода
- Тесаков, Алексей Сергеевич — заместитель главного редактора
- Фролов, Павел Дмитриевич — учёный секретарь
- Лаврушин, Юрий Александрович — ГИН РАН
- Панин, Андрей Валерьевич — ИГ РАН
- Застрожнов, Андрей Станиславович — Институт Карпинского
- Зыкин, Владимир Сергеевич — НГУ
- Draženko Nenadić — Белградский университет
- Thijs van Kolfschoten — Лейденский университет

и др.[уточнить]